# 陈应华
陈应华（1955年1月—），清华大学教授，主要从事艾滋病病毒感染机理和预防机理、病毒抑制剂及重组表位疫苗的基础研究。中华人民共和国教育部第二批“长江学者”特聘教授，曾获求是科技基金会杰出青年学者奖等奖项。
1978年至1982年，就读于武汉大学病毒系病毒学专业，获理学学士学位；1983年至1990年，就读于德国慕尼黑大学免疫学专业，获博士学位并从事1年博士后研究；1982年至1996年间，曾在武汉大学病毒系、慕尼黑大学免疫学、因斯布鲁克大学工作工作；1996至今，在清华大学生物系（今生命学院）任教授。